# 4831 Болдуїн
4831 Болдуїн (4831 Baldwin) — астероїд головного поясу, відкритий 14 вересня 1988 року.
Тіссеранів параметр щодо Юпітера — 3,213.